# Tidal (servicio)
Tidal (estilizado como TIDAL) es un servicio de música de emisión continua basado en suscripción que combina audio sin pérdida y videos musicales de alta definición con una editorial selecta. El servicio no ofrece un plan gratuito actualmente, y afirma pagar el porcentaje más alto de las regalías a los artistas de la música y compositores dentro del mercado de música de emisión continua.
Tidal fue lanzada en 2014 por la compañía noruega Aspiro. Tiene contratos de distribución con las tres mayores compañías discográficas, además de varias compañías independientes. En el primer trimestre de 2015, Aspiro fue adquirida por Project Panther Ltd., propiedad de Shawn «Jay Z» Carter.
Seguido de la adquisición de Aspiro por Jay Z en marzo de 2015, una campaña masiva fue introducida para relanzar Tidal. Varios artistas musicales cambiaron sus fotos de perfil por azul, y postearon «#TIDALforAll» en Facebook, Twitter e Instagram. Una conferencia de prensa tuvo lugar el 30 de marzo de 2015 para presentar a dieciséis artistas en el escenario, incluido Jay Z, quienes fueron los copropietarios y accionistas en Tidal. El servicio fue promocionado como el primer servicio de emisión continua controlado por artistas. Cada artista firmó públicamente una declaración que abrió con un mensaje: «A lo largo de la historia, cada movimiento comenzó con unas pocas personas unidas por una visión en común, una visión para cambiar el statu quo». El relanzamiento de Tidal con el nuevo modelo de propiedad del artista recibió críticas mixtas de publicaciones y amigos músicos. Algunos elogiaron la impresionante calidad de sonido, sin pérdida de audio, y el alto precio de suscripción que podría resultar en altas regalías para los artistas y compositores, mientras otros sintieron que el contenido exclusivo de Tidal podría incrementar la piratería.
A julio de 2016, el servicio tenía más de 4.2 millones de usuarios de paga después de haberse integrado con su servicio hermano, WiMP, así como más de 17 000 usuarios usando el servicio de alta fidelidad.
El 15 de mayo de 2018 Tidal firma un acuerdo con Vodafone para hacer frente a la hegemonía de Spotify en el mercado español, ofreciendo servicios Premium gratis a los clientes que desean activar con sus cuentas con las tarifas de Vodafone.
El 4 de marzo de 2020 se anunció que Square, Inc. adquirirá la mayoría de las acciones de TIDAL por un valor de 297 millones de dólares la cual se espera pagar una mezcla entre efectivo y acciones, se espera que el miembro del consejo de TIDAL y accionista Shawn "JAY-Z" Carter se una al Consejo de Administración de Square sujeto al cierre de la transacción. Además de JAY-Z, todos los accionistas artistas de TIDAL seguirán siendo copropietarios de TIDAL después de que se cierre el acuerdo.
Actualmente, Tidal informa que opera en 56 países y cuenta con más de 90 millones de canciones y más de 450 mil videos de alta calidad en su catálogo.

## Historia
Originalmente Aspiro lanzó la marca Tidal en el Reino Unido, Estados Unidos y Canadá el 28 de octubre de 2014. El lanzamiento fue apoyado por Sonos y otras 15 fabricantes de audio en casa como socios integrados. En enero de 2015, Tidal se lanzó en cinco países europeos más: Irlanda, Finlandia, Países Bajos, Bélgica y Luxemburgo.

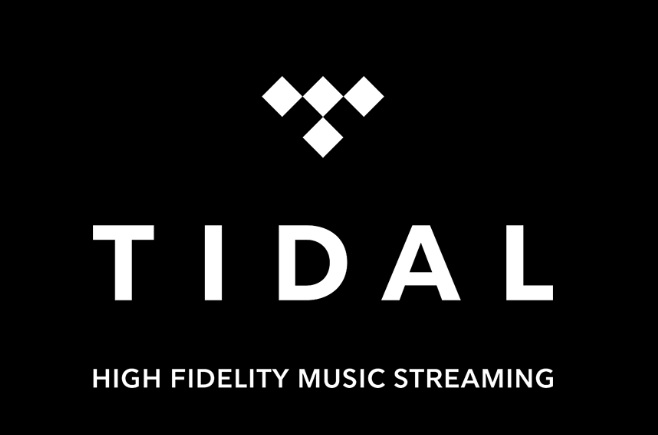
Logo oficial de TIDAL HiFi.

Aspiro fue comprada por Project Panther Ltd., propiedad de Shawn «Jay Z» Carter, por 466 millones de coronas suecas, que equivale a 56.2 millones de dólares en enero de 2015. Antes de adquirir Aspiro, Jay Z declaró en una entrevista con Billboard que está buscando asociarse con otro servicio de música para impulsar su visión: «Hablamos con cada servicio y hemos explorado todas las opciones. Pero al final del día, caímos en la cuenta que si daremos forma a esto de la manera que lo vemos, entonces tenemos que ser independientes. Y eso se convirtió en una mejor propuesta para nosotros, no en la más fácil.»

## Propiedad del artista
Actualmente Tidal es propiedad de Jay Z, y una variedad de otros artistas musicales de diferentes géneros musicales dentro del campo.  el primer servicio de emisión continua controlado por artistas en el mundo. El lema «Cambia el rumbo» y «#TIDALforAll» fue usado por varios artistas en las redes sociales durante el progreso de la conferencia de prensa que relanzó el servicio. La idea de una plataforma de emisión continua controlada por artistas fue declarada como para «restaurar el valor a la música lanzando un servicio dirigido por artistas». Durante la susodicha conferencia, Jay Z mismo, Beyoncé, Rihanna, Kanye West, Jack White, Arcade Fire, Usher, Nicki Minaj, Chris Martin, Alicia Keys, Calvin Harris, Daft Punk, deadmau5, Jason Aldean, J. Cole y Madonna fueron presentados en el escenario como los «propietarios de TIDAL». Drake también es propietario parcial de la compañía. Eric Harvey de Pitchfork Media indicó que los artistas mencionados representan «el 1 % de la música pop en el mundo ahora, esos son artistas que no responden a los sellos discográficos, que no responden a corporaciones».
Un punto de venta clase para Tidal como represalia para competir con otros servicios de la misma categoría, como Spotify y Pandora Radio, es el contenido exclusivo disponible y se espera para el futuro de los artistas actuales que controlan la empresa, así como los demás. El contenido exclusivo en el relanzamiento incluyen el sencillo «Bitch Better Have My Money» de Rihanna; la primera aparición en televisión de The White Stripes, Daft Punk's Electroma (2006); listas de reproducción personalmente diseñados por Jay Z, Beyoncé, Arcade Fire y Coldplay, y un previo del nuevo proyecto colaborativo de Todd Rundgren con Anders Lindström y Emil Nikolaisen, el videoclip para el sencillo Feeling Myself de Nicki Minaj junto con Beyoncé, y más. Tidal dijo en su página oficial de Twitter que una «gran cantidad de material exclusiva está en camino».

### Conferencia de prensa
El 30 de marzo de 2015, una conferencia de prensa tomó lugar en la Estación Moynihan en Ciudad de Nueva York para relanzar Tidal oficialmente. La conferencia inició con una breve introducción y explicación de Tidal por Vania Schlogel de Tidal. Después de presentar a los dieciséis artistas, Alicia Keys tomó la palabra para representar a los artistas y Tidal. Ella dijo: «Así que nos reunimos antes de este día, 30 de marzo de 2015, con una voz unánime con la esperanza de que hoy será otro de esos momentos en el tiempo, un momento que cambiará para siempre el curso de la historia de la música.» Keys describió el evento como una «graduación». Al final de la conferencia de prensa, todos los artistas en el escenario firmaron una declaración, que indica la misión de Tidal e información sobre la compañía.
Seguido de la conferencia de prensa, el público quedó confundido al percibir que mucha información no fue expuesta, tales como el monto de las regalías que compensará a los artistas y compositores comparado a los competidores como Spotify, y si Tidal proporcionará otras características detrás de la música y videos. Tidal afirmó que ganó 100 000 nuevos suscriptores después de la conferencia de prensa.

## Recepción

### Elogios
Glenn Peoples de Billboard escribió que Tidal fue una buena idea para la industria musical. Dijo que el mercado de emisión continua estadounidense necesita una «patada en el trasero» cuando se miró la tasa de crecimiento de streaming desde 2014 a 2015. Peoples notó que si hay más competición en el mercado podría generar gran «difusión de innovación». Concluyó diciendo que con un servicio como Tidal que está promocionada al pagar un monto justo de regalías a los artistas y compositores condunciría a la industria pondría en discusión el problema de las regalías por streaming.

### Crítica
Desde el inicio del relanzamiento de Tidal, la crítica y escepticismo vino de música y publicaciones. Micah Peters, escribiendo en el sitio web de USA Today, lanzó una lista titulada «3 razones de porqué el nuevo servicio de Jay Z es estúpido». El artículo se centra en los puntos que el modelo de audio sin pérdida de alta fidelidad está «sobreestimando al oyente promedio». Peters se preocupa que la mayoría de los oyentes no tienen los audífonos avanzados y requeridos para distinguir la diferencia entre un audio ordinario y de alta fidelidad. El artículo también afirma que el precio de 20 dólares no ha sido simplemente, a cierta razón, para el mercado masivo. La cantante Lily Allen expresó sus opiniones sobre Tidal en su cuenta de Twitter. Ella teme que el alto precio para acceder a Tidal, así como la popularidad masiva de los artistas copropietarios, podría paralizar la industria musical e incrementar la piratería. Ella afirmó: «Amo mucho a Jay-Z, pero Tidal es (demasiado) caro comparado a otros buenos servicios streaming. Él ha tomado a los artistas más grandes. Haciéndolos exclusivos para Tidal (¿estoy en lo cierto al pensar eso?), la gente volverá a pulular de nuevo en sitios piratas».

## Problema con Apple
Como parte de un evento musical para recaudación de caridad para ayudar a los niños afectados por el huracán Katrina TIDAL transmitió este evento en directo en su sitio web, pero al momento del evento donde el cantante canadiense Drake haría su actuación TIDAL detuvo la transmisión del evento y coloco un mensaje donde decía:
De igual forma a través de Twitter TIDAL difundió este mensaje.
| Apple esta interfiriendo con la actuación y no le permite a este artista difundir. Perdón por la inconveniencia del Gran Hermano. Estaremos de vuelta después de la actuación. |

Tras este evento el sitio de noticias de interés, Buzzfeed le pidió a los representantes de Drake una explicación. Al parecer su representante no había autorizado esta transmisión en vivo, pero esta decisión era completamente ajena al contrato que tenía con Apple Music.
Esto fue lo que contestaron los representantes del rapero:
| “The decision to not have Drake participate in the Tidal steam has nothing to do with Apple or Drake’s deal,” Drake’s manager Future the Prince told BuzzFeed News. “Point blank, 100 %. I made a business decision. Apple doesn’t have the power to stop us from being part of a live stream. The only people that have the power to do that are Cash Money and Universal, and they’re our partners.” |

Que en español dice:
| "La decisión de no permitir que Drake participara en la transmisión de Tidal no tiene nada que ver con Apple o el contrato de Drake", el representante de Drake, Future the Prince le contó a Buzzfeed News. "Yo hice una decisión 100 % de negocios. Apple no tiene el poder de detenernos de ser parte de la transmisión. Las únicas personas que tienen el poder de hacerlo son Cash Money y Universal. Y ellos son nuestros socios." |

Es incierto por qué TIDAL tiro la culpa a Apple, después de esto Future comentó:
| “I don’t understand,” Future said. “If you’re going to say something about the situation publicly, you should tell the truth. They saw the opportunity to take a situation and spin it in their favor as a publicity stunt.” |

Que en español dice:
| "No entiendo", dijo Future. "Si tú vas a decir algo sobre la situación públicamente, tú debes decir la verdad. Ellos vieron la oportunidad de tomar la situación y voltearla a su favor como un movimiento público." |

## Finanzas y regalías
Una suscripción mensual cuesta 9.99 dólares para el servicio prémium estándar, o 19.99 para el servicio de calidad sin pérdida de alta fidelidad («HiFi»). Tidal afirma pagar el porcentaje más alto de regalía de cualquier compañía de música por streaming, con aproximadamente el 75% de las suscripciones de los precios de suscripción de membresía que se les da a los sellos discográficos de artistas individuales y distribución de compositores. Un artista dijo que las regalías por pista desde Aspiro/Tidal son tres veces más alto de las regalías pagadas por Spotify, pero quizás las regalías desciendan para proporcionar suficiente retorno de la inversión. Jay Z comentó en una entrevista a Billboard que los artistas serían pagados más por estar en reproducción continua que en Spotify: «¿Los artistas ganarán más dinero? ¿Incluso si eso significa menos beneficios para nuestra línea de fondo? Absolutamente. Eso es fácil para nosotros. Podemos hacerlo. Menos beneficios para nuestra línea de fondo, más dinero para el artista; fantástico. Vamos a hacer eso hoy». En la misma entrevista, él afirmó que el servicio estuvo para las personas que están más abajo de la cadena alimenticia. «Para alguien como yo, puedo ir de gira, pero ¿qué pasa con la gente que trabaja en el estudio, los creadores de contenido y no sólo a los artistas? Si no están siendo compensados adecuadamente, entonces creo que vamos a perder algunos escritores y productores y gente así que dependen de un comercio justo. Algunos probablemente tendrá que tomar otro trabajo, y creo que vamos a perder algunos grandes escritores en el proceso.»

## Planes de suscripción
El valor de la suscripción puede variar en cada país que se encuentre disponible, las dos suscripciones más usadas de TIDAL son:
| Nombre       | Precio                | Libre de anuncios | Tiempo de reproducción | Audio calidad Hi-Res FLAC (hasta 24/192kHz) | Dolby Atmos | Integrantes | Tasa de bits |
| ------------ | --------------------- | ----------------- | ---------------------- | ------------------------------------------- | ----------- | ----------- | --- |
| TIDAL        | USD $10.99 EUR €10.99 | Sí                | Ilimitado              | Sí                                          | Sí          | 1           | Calidad Max (FLAC-Alta Resolución-hasta 24 bit/192kHz)/ Calidad Alta (CD-16/44.1kHz) / Calidad Baja (320 kbps) o (96 kbps) |
| TIDAL Family | USD $17,99 EUR €17.99 | Sí                | Ilimitado              | Sí                                          | Sí          | Hasta 6     | Calidad Max (FLAC-Alta Resolución-hasta 24 bit/192kHz)/ Calidad Alta (CD-16/44.1kHz) / Calidad Baja (320 kbps) o (96 kbps) |